# Skuphonura lindae
Skuphonura lindae là một loài chân đều trong họ Anthuridae. Loài này được Menzies & Kruczynski miêu tả khoa học năm 1983.